# Sybra variefasciata
Sybra variefasciata är en skalbaggsart som beskrevs av Stefan von Breuning 1973. Sybra variefasciata ingår i släktet Sybra och familjen långhorningar. Inga underarter finns listade i Catalogue of Life.